# Motionless in White
Motionless in White est un groupe de metalcore américain, originaire de Scranton, en Pennsylvanie. Formé en 2005, le groupe se compose de Chris « Motionless » Cerulli (chant), Ricky Olson (guitare rythmique), Ryan Sitkowski (guitare solo), Vinny Mauro (batterie), et Justin Morrow (basse). Leur nom s'inspire de la chanson Motionless and White du groupe Eighteen Visions. Il est connu pour son style musical metalcore mélangé à des éléments de rock alternatif et de metal gothique,.
Motionless in White est signé au label Roadrunner Records et a fait paraître six albums studio. Leur album le plus récent s'intitule Scoring  The End of The World, publié le 10 juin 2022 par Roadrunner Records.

## Biographie

### Formation et débuts (2005–2009)
Motionless in White est fondé en 2005 par le guitariste et chanteur Chris Motionless, le batteur Angelo Parente, le guitariste Frank Polumbo, et le bassiste Kyle White au lycée. Chris Motionless et d'autres membres s'inspirent de groupes comme Poison the Well, Slipknot, Marilyn Manson, Johnny Cash, et Depeche Mode. En 2005, ils font paraître leur première démo homonyme. Quelques années après la publication de leur démo, un nouveau membre, Josh Balz, se joint au groupe en tant que claviériste, Frank Polumbo endossant le rôle de bassiste ; deux nouveaux membres, Michael Costanza et Thomas 'TJ' Bell, se joignent aussi au groupe en tant que guitaristes, menant Chris Motionless au chant. Le groupe est découvert par Zach Neil lors d'une performance dans un club appelé The Staircase. Zach signe le groupe à son label Masquerade Recordings. Ils publient leur premier EP The Whorror produit par Zach Neil, mixé par Dan Malsch et publié par Masquerade Recordings/Warner Music Group en 2007.
Après leur tournée promotionnelle pour The Whorror, Motionless in White dénombre assez de chansons écrites pour leur prochaine démo, plus tard intitulée When Love Met Destruction. When Love Met Destruction est enregistré en 2008 d'abord aux studios Soundmine puis chez Zach Neil avec Dave Cutrone et Zach Neil, et est publié la même année par Masquerade Recordings. Zach fait jouer le groupe au Warped Tour et attire l'attention de Shawn Milke du groupe Alesana qui leur offre un contrat de management. Le groupe se sépare du guitariste Michael Costanza et engage l'actuel guitariste Ryan Sitkowski,. Bien que signé chez Fearless, l'EP When Love Met Destruction sera distribué au label Tragic Hero le 17 février 2009. La chanson Ghost in the Mirror devient le tout premier single du groupe, accompagné d'un clip vidéo.

### Creatureset changements (2009–2011)
Après la publication de When Love Met Destruction, le bassiste Frank Polumbo quitte Motionless in White sans motif, quittant sa résidence de Bellevue (Washington), et est remplacé par Ricky "Horror" Olson en octobre 2009. Des mois plus tard, Motionless in White entre en studio en mai 2010 pour l'enregistrement de leur album Creatures avec le producteur Andrew Wade. Le premier single de l'album, Abigail, est publié au magazine Revolver le 30 août, puis sur iTunes le lendemain. Un clip vidéo est tourné puis publié quelques mois plus tard suivant deux ans après du clip pour Creatures, le premier morceau de Immaculate Misconception et d'un clip pour Puppets (The First Snow) filmé lors de leurs performances au The All Stars Tour de 2011.
Creatures est publié le 12 octobre 2010 au label Fearless, et atteint la 175e place au classement Billboard Top 200, et la dixième aux Heatseekers. Le mercredi 4 mai 2011, le guitariste Thomas Joseph « TJ » Bell est renvoyé du groupe. Selon Bell, il se consacrait bien plus à Escape the Fate. Selon le groupe, Bell a quitté Motionless in White en plein milieu de leur tournée pour se joindre à Escape the Fate et n'en a pas informé plus tôt le reste du groupe. Cela a mené le groupe à jouer sans guitare rythmique pendant leurs performances,.
À la suite du départ de Bell, Olson passe de la basse à la guitare rythmique, et le groupe auditionne à nouveau pour un bassiste. Pendant leurs tournées, Motionless in White confirme le nouveau bassiste, Devin Sola, le 27 novembre 2011.

### Infamous(2012–2014)
Au début de 2012, Motionless in White participe au Kerrang! Metallica The Black Album: Covered avec leur chanson My Friend of Misery. Motionless in White décide ensuite de collaborer avec deux producteurs à part pour la composition de leur futur album Infamous : Jason Suecof et Tim Sköld. Le 25 septembre, Devil's Night devient le premier single de l'album. Le 9 octobre, leur second single If It's Dead, We'll Kill It est publié.Le 13 novembre 2012, le clip vidéo du titre Devil's Night est publié en même temps que l'album. Infamous atteint initialement la 53e place du Billboard 200, la 19e des Top Rock Albums, la neuvième des Top Independent Albums, et la cinquième des Top Hard Rock Albums.
L'ancien batteur de Motionless in White, Angelo Parente, annonce son départ le 11 mars sur Tumblr. Il les quitte en bons termes, sans aucun signe de conflit interne. Brandon Richter, ancien membre de The Witch Was Right, le remplace le 23 avril 2013.
Le 23 avril, le groupe publie son troisième single extrait de Infamous, America, accompagné d'une vidéo lyrique. Le 3 juin, une autre vidéo, réalisée par le percussionniste de Slipknot Shawn Crahan, est tournée pour le single. Le 11 juin 2013, Motionless In White publie la version deluxe de Infamous, avec des versions remixées et éditées des titres originaux.
Motionless in White lance leur première tournée britannique en septembre 2013 avec The Defiled et Glamour of the Kill. Ils jouent ensuite aux côtés de groupes comme In This Moment au Hellpop Tour entre octobre et novembre, et All That Remains entre novembre et décembre 2013. Motionless in White joue au festival Mayhem Festival de 2013.

### Reincarnate(2014-2017)

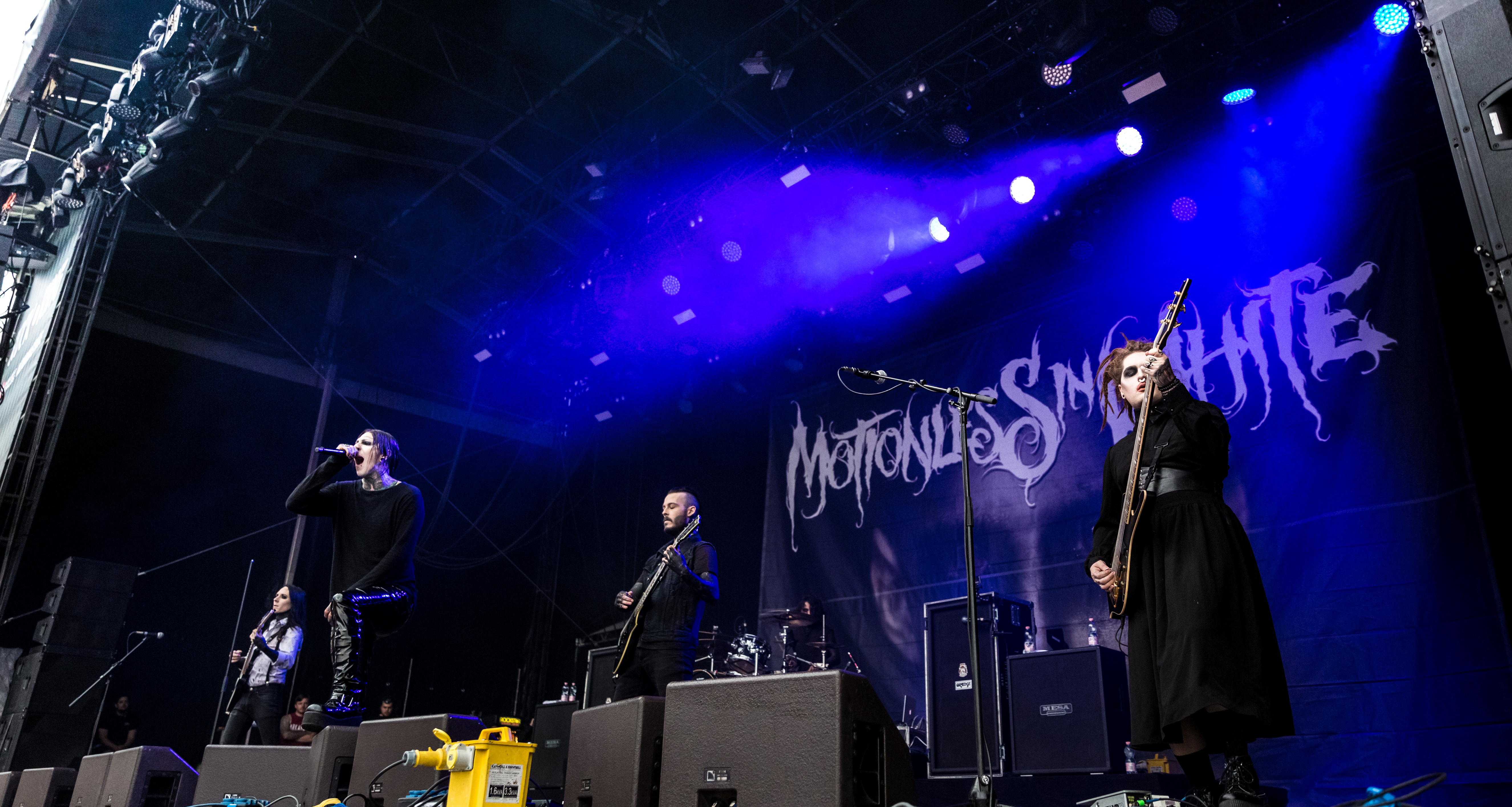
Motionless in White Rock am Ring 2017

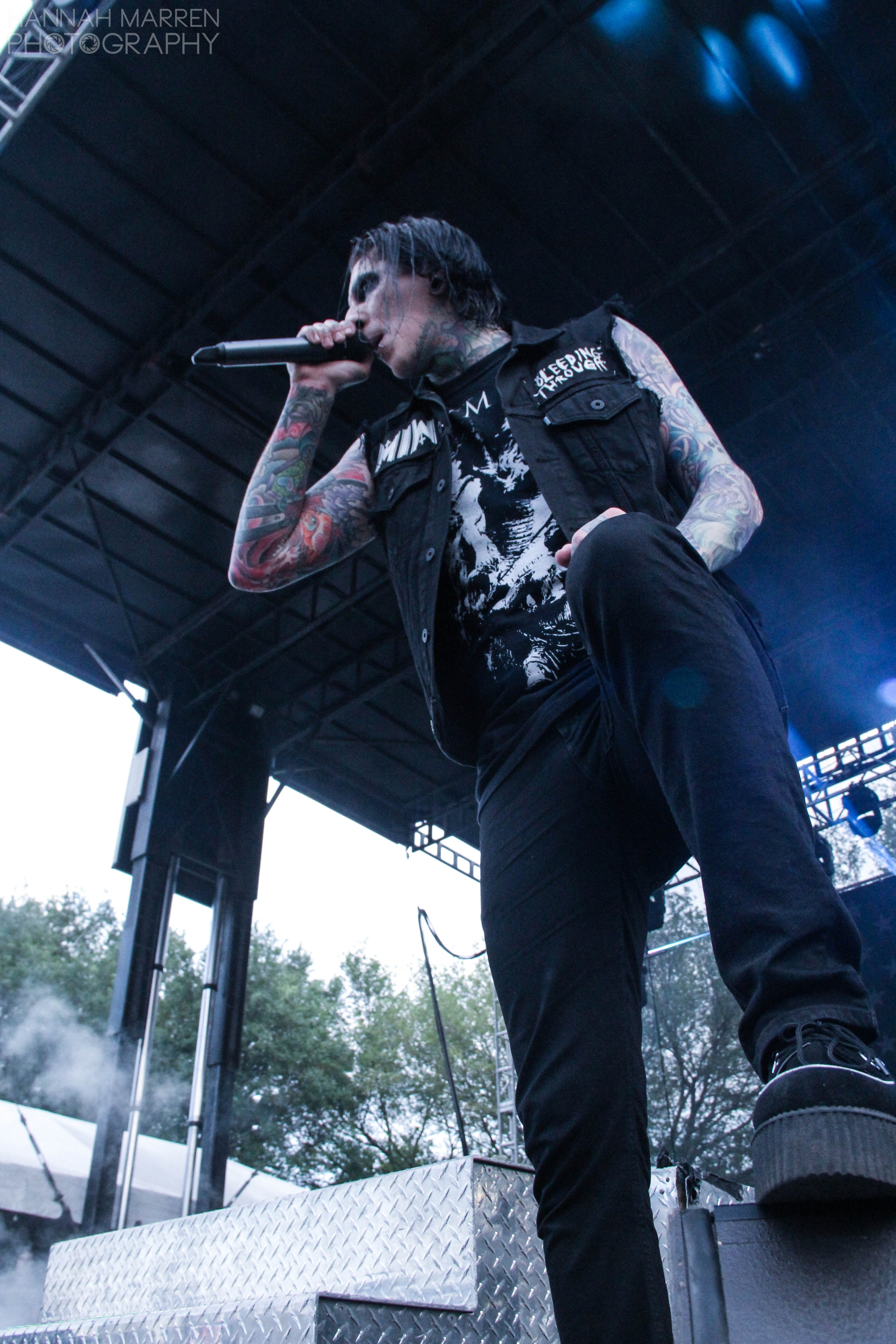
Chris Motionless avec le groupe au Welcome To Rockville de Jacksonville, en Floride.

Le 23 janvier 2014, le groupe annonce une brève tournée aux côtés de The Plot in You, Like Moths to Flames, For the Fallen Dreams et The Defiled avec For Today pour San Antonio. Après la tournée, ils entrent en studio pour l'enregistrement de leur futur album après Infamous.
Le 5 février, Motionless in White est annoncé pour le Vans Warped Tour. La même journée, ils sont confirmés pour leur reprise du titre Du Hast de Rammstein pour la compilation Punk Goes 90's 2. Plus tard dans le mois, le batteur Brandon Richter annonce son départ du groupe. En janvier 2017, Motionless In White annonce le départ de leur claviériste Joshua Balz. 

### Disguise(2018–2021)
En mai 2018, Motionless In White a annoncé le départ de leur bassiste Devin Sola Le 23 mars 2019, le groupe annonce l'arrivée de Justin Morrow, ancien bassiste du groupe Ice Nine Kills. Le 7 juin 2019, ils dévoilent leur nouvel album, Disguise. Le 9 septembre 2020, le groupe sort une reprise du titre Somebody Told Me de The Killers. Le 9 octobre, ils sortent la réédition de leur album Creatures pour les dix ans de celui-ci sous le titre Creatures X.
Le 14 mai 2021, une version synthwave de leur titre Voices sort. Ce titre résulte de ce qu'ils nommeront  "The Quarantine Experiments". Le 20 aout, le single Timebomb sort. 

### Scoring the End of the World(depuis 2022)
Le 10 juin 2022, le groupe publie son nouvel album, Scoring the End of the World, sur lequel on peut retrouver en invité Lindsay Schoolcraft, Bryan Garris (Knocked Loose), Caleb Shomo (Beartooth) ou encore Mick Gordon. Le 8 septembre 2023, une version deluxe de cet album est annoncée comportant plusieurs titres inédits. 
Le 6 avril 2024, Le groupe joue en live le thème Demon in Your Dreams de la catcheuse Rhea Ripley durant les WrestleMania XL de la WWE.

## Membres

### Membres actuels
- Christopher « Motionless » Cerulli – chant (depuis 2005), guitare rythmique (2005-2006, 2011, 2018-2019), clavier, synthétiseur (2005-2006, depuis 2017)
- Ryan Sitkowski – guitare solo (depuis 2008), guitare rythmique (2008-2009), basse (2009–2011, 2018-2019)
- Richard « Ricky Horror » Olson - guitare rythmique, chœurs (depuis 2009), basse (2009–2011, 2018-2019)
- Vinny Mauro - batterie (depuis 2014), clavier, synthétiseur (depuis 2017)
- Justin Morrow - basse (depuis 2019)

### Anciens membres
- Kyle White - basse (2005–2006)
- Frank Polumbo - guitare solo (2005–2009), basse (2006–2009)
- Mike Costanza - guitare solo et rythmique (2006–2008)
- Thomas « TJ » Bell - guitare rythmique, basse, chœurs (2007–2011), basse, guitare rythmique, chœurs (2018)
- Angelo Parente – batterie (2005-2013)
- Brandon Richter - batterie  (2013-2014)
- Joshua Balz - clavier, synthétiseur, chœurs (2006-2017)
- Devin « Ghost » Sola – basse, chœurs (2011-2018)

## Discographie

### EP
- The Whorror, 2007
- When Love Met Destruction, 2008

### Singles
- Ghost In The Mirror, 2009
- London In Terror', 2010
- Abigail, 2010
- Creatures, 2011
- Immaculate Misconception, 2011
- Puppets (The First Snow), 2011
- Devil's Night, 2012
- If It's Dead, We'll Kill It, 2012
- Black Damask (The Fog), 2013
- A-M-E-R-I-C-A, 2013
- Reincarnate, 2014
- Break The Cycle, 2015
- 570, 2016
- Eternally Yours, 2016
- LOUD (F**k It), 2017
- Rats, 2017
- Demon In Your Dreams, 2022